# Raszidije
Raszidije (perski: رشيديه) – wieś w północnym Iranie, w ostanie Mazandaran. W 2006 roku miejscowość liczyła 674 osoby w 185 rodzinach.